# 지화
지화(至和, 1054년 3월 ~ 1056년 9월)는 북송 인종(仁宗) 조정(趙禎)의 여덟번째 연호이다. 2년 6개월 가량 사용하였다.

## 개원
- 황우(皇祐) 6년 3월 16일[1](1054년 4월 26일)에 연호를 지화(至和)로 개원함.[2][3][4][5]
- 지화(至和) 3년 9월 12일[6](1056년 10월 23일)에 연호를 가우(嘉祐)로 개원함.[2][4][5][7]

## 연대 대조표
| 지화       | 원년            | 2년                  | 3년        |
| 서기(西紀) | 1054년          | 1055년               | 1056년     |
| 간지(干支) | 갑오(甲午)      | 을미(乙未)           | 병신(丙申) |
| 요(遼)     | 중희(重熙) 23년 | 24년 청녕(淸寧) 원년 | 2년        |

## 동시대 연호

### 중국
요(遼)
- 중희(重熙) (1032년 ~ 1055년)
- 청녕(淸寧) (1055년 ~ 1064년)

대리국(大理國)
- 정안(政安) (1053년 ~ 1061년)

서하(西夏)
- 복성승도(福聖承道) (1053년 ~ 1056년)

### 베트남
- 숭흥다이바오(崇興大寶) (1049년 ~ 1054년)
- 롱투이타이빈(龍瑞太平) (1054년 ~ 1059년)

### 일본
- 덴기(天喜) (1053년 ~ 1058년)

## 같이 보기
- 중국의 연호 목록